# عولمة اقتصادية
يقصد بالعولمة الاقتصادية على الصعيد العالمي سرعة تبادل السلع والخدمات التي أصبحت متاحة بفضل الإلغاء التدريجي للحواجز التجارية في إطار اتفاقية الجات ومنظمة التجارة العالمية المبرمة منذ 1995، وكذلك بفضل تطور وسائل النقل والمواصلات. يعد مصطلح العولمة مرادفًا للمصطلح المترجم من اللغة الإنجليزية Globalization، بينما قد يكون من الأفضل الاستناد إلى تعبير «عولمة السوق» أو «عولمة الشركات». 
أما في فرنسا، فيلتصق مفهوم العولمة بالليبرالية بمعني «تحرير التجارة على المستوى العالمي».

## مراحل العولمة في القرن العشرين على الصعيد الاقتصادي
نتجت العولمة الاقتصادية المعاصرة عن عملية تطور تاريخية تمت على ثلاثة مراحل ولكنها متداخلة فيما بينها:
- تدويل التدفقات العمالية والتجارية.
- توطين الشركات في الخارج.
- عولمة الاقتصاد.

### تدويل التدفقات العمالية والتجارية
تمثل المراحل المختلفة للعولمة الاقتصادية (بدءًا من معارض شمبانيا، حتي العولمة الليبرالية الحالية مرورًا بطريق الحرير) نقاطًا مشتركة لتنمية التجارة الدولية تحت تأثير العوامل الآتية:
• التوسع في وسائل النقل (البحري والبري والجوي والسكك الحديدية)
• ظهور وسائل لوجستية جديدة للنقل والتموين ونقل المنتجات والبضائع (مثل الحاويات) 
• تطبيق وسائل نقدية ومالية ودولية (يرجع تاريخها إلى السندات وخطابات الضمان والائتمان ومحطات فرسان المعبد التجارية)
• تنوع المنتجات والخدمات نتيجة لتحديث الإنتاج
• تحسن المستوى المعيشي لطبقة من السكان، مما شجع أو خلق وسائل طلب جديدة.
• تنمية وسائل الاتصال وانتقال الأفراد، مما ساعد على خلق جاذبية لدى المستهلكين للمنتجات الواردة من الخارج
• إبرام اتفاقيات دولية للتجارة الحرة متعددة أو ثنائية الأطراف.
أما في المرحلة المعاصرة، فقد تطورت التجارة الدولية، في اتجاه التخصص الجغرافي، مما أدى إلى تنمية التدفقات التجارية بين البلاد. 
•	حصة التجارة الدولية الأكثر نموًا هي التي تتم «داخل المجموعة»، أي بين الفروع التابعة لكل مجموعة من الشركات التي تم توطينها عالميا. وكل فرع من هذه الفروع يتخصص في أنشطة معينة وفقًا لمبدأ الميزة التنافسية المحلية.
•	التعاقد من الباطن ينمو أيضًا في إطار الفكر نفسه للتخصص المحلي. وفي الوقت نفسه، حدث نمو قوي للأسواق المالية، مع تحرير للتبادل التجاري، نتج عنه نظام لتمويل العمليات التجارية والاستثمارات واسع النطاق على الصعيد الدولي.

### توطين الشركات على الصعيد الدولي
تطور توطين الشركات على المستوى الدولي لأكثر من هدف:
•	توزيع السلع والخدمات الخاصة بالشركات في جميع الدول لتغطية السوق العالمية وضمان نمو التعاملات وتحقيق اقتصاد الحجم الذي يفتح أسواقًا أكبر;
•	إنتاج كل عنصر من عناصر المنتج في الدولة التي تتوفر فيها الظروف الملائمة لإنتاجه، كما سبق توضيحه في بند نمو التدفقات بين المجموعات ; •	الوصول إلى منتجات ومواد خام نادرة (مثل شركة Total ILF) التي تمركزت في خليج غينيا.

### عولمة الاقتصاد
نشأت عولمة الاقتصاد نتيجة لتدويل التدفقات الاقتصادية والمالية بواسطة توطين الشركات دوليًا بفضل الثورة التكنولوجية. وتمثلت هذه العولمة في الشركات متعددة الجنسيات التي تعد مرحلة جديدة في تاريخ الرأسمالية.
وفي الوقت نفسه، تتدفق الأموال بالمليارات من بلد إلى آخر، نظرًا للسهولة الكبيرة في الاتصال والتي وفرتها تكنولوجيا المعلومات. وقد خلق ذلك فرصًا للمضاربة، قد تصبح مصدرًا لزعزعة الاستقرار المالي (انظر مقالة بعنوان الأزمة المالية)

## ظواهر اقتصادية متزامنة

### نمواقتصاد المعرفة
إلى جانب ما سبق، ظهر نوع من التشبع الاقتصادي ذي الطابع الصناعي نتيجة لتطور الصناعة في القرون السابقة (المقصود هنا هو اقتصاد ما بعد الثورة الصناعية) أدى إلى تفوق المعلومات الإلكترونية (علم الحاسوب) واقتصاد المعرفة والخدمات والتنظيم والإدارة المالية، فيما يتعلق بالوزن الاقتصادي، على إنتاج السلع المادية في الدول المتقدمة. وترتبط هذه الظواهر بشكل غير مباشر بالعولمة، وتعد جزءًا ملازمًا لمخطط التنمية الاقتصادية المعاصرة. ويعد تطوير التجارة الالكترونية (B2B..دليل الأعمال) على الشبكة المعلوماتية التعبير الأكثر وضوحًا على ذلك (انظر أسفل) وعلى الصعيد العالمي، ازدادت سرعة الاقتصاد بشكل كبير (الاقتصاد الطيار) وأصبح بالإمكان تدفق الأموال بين الشركاء في بعض الكسور من الثواني.

### التخصص في المنتجات على الصعيد العالمي
أدت التطورات الحديثة للتبادلات التجارية الدولية إلى تصور جديد للتوزيع الصافي لمختلف أنواع الإنتاج:- 
•صناعة التصنيع في جنوب آسيا وشرق آسيا وجنوب شرق آسيا؛
•إنتاج سلع قوية المحتوى من حيث العمالة الماهرة، ومحتوى رأسمالية عالي، وإعداد البحوث، والإنتاج في الدول المتقدمة مثل: اليابان والولايات المتحدة الأمريكية وغرب أوروبا. •وضع الإنتاج على هامش إفريقيا وأمريكا الجنوبية التي تلعب دورًا في توفير المواد الخام والمنتجات المتخصصة.
هذه الرؤية شديدة البساطة قد تدعو إلى الشك ; حيث أن الشركات الإقليمية المتخصصة وتكاليف النقل ربما تجعل المناطق المتخصصة غير مكتملة العناصر. وفي الصراع الدائر بين الدول المتقدمة لاستقطاب مراكز البحوث الرئيسة، تتدخل سياسيات دولية مختلفة. على سبيل المثال، إستراتيجية لشبونة التي طبقها الاتحاد الأوروبي بعد أن وجد سرعة تقدمه تتراجع بشكل طفيف في مواجهة الولايات المتحدة. 
الاستراتيجية الأمريكية التي تعتمد على تكثيف وسائل البحث وعلى سياسة الهيمنة في مجال تكنولوجيا المعلومات

## الجوانب المؤسسية
أدى انخفاض صلاحيات المؤسسات الوطنية في مواجهة الاقتصاد العالمي إلى صعود المنظمات متعددة الجنسيات والتي تضطلع كل منها بدور تنسيقي على النطاق العالمي في مجال اقتصادي معين.

## المنظمات الدولية
من بين هذه المنظمات يمكننا أن نذكر على وجه الخصوص: 
•منظمة التجارة العالمية ومقرها جنيف;
•منظمات أخرى إما ذات أهداف مماثلة مثل (البنك الدولي، وصندوق النقد الدولي، ومنظمة العمل الدولية) إما متخصصة في قطاعات اقتصادية ومهنية في غاية الدقة مثل الملاحة والاتصالات (مثل الاتحاد الدولي للاتصالات) ;
•غرفة التجارة الدولية;
• قطاع الأعمال التجارية من أجل التنمية المستدامة;
•الأمم المتحدة التي تمتلك هيئة لتنظيم التجارة الإلكترونية على الصعيد العالمي (مركز الأمم المتحدة لتيسير التجارة والأعمال التجارية الإلكترونية) على قاعدة السجل الإلكتروني BXML.

## تنمية التبادلات التجارية
وتضطلع هذه المؤسسات بتوسيع إمكانات التبادل التجاري بين الدول في معظم الصفقات بهدف تحقيق النمو الاقتصادي، والتوازن في تدفقات السلع، والمنافسة الشريفة. كما تسعى إلى تقنين التجارة الدولية من خلال إبرام معاهدات متعددة الأطراف بغرض الخفض أو الرفع المتبادل للحواجز الجمركية.
وعقب ظهور العديد من الانتقادات من قبل مناهضي العولمة، قدمت هذه المؤسسات، إلى جانب هذه المهام، مساعدات تهدف إلى التنمية الاقتصادية.
وتأخذ هذه المؤسسات الآن في الاعتبار، على الأقل جزئيًا، الجوانب الاجتماعية والبيئية (انظر مقال بعنوان التنمية المستدامة في الجوانب العامة والمسؤولية الاجتماعية للشركات حول النقاط التي تهم الشركات بصورة مباشرة). وتقوم هذه المؤسسات بتعريف بعض المعاهدات الدولية التي يتم فرضها على المجتمع الأوروبي وتندرج في القانون المجتمعي من خلال تقارير الاتحاد الأوروبي وبعض التوجيهات الأخرى. إلا أن حق المبادرة للمفوضية الأوروبية، محدود للغاية لالتزامها بتطبيق المعاهدات الدولية. 

## تكنولوجيا المعلومات والتجارة الإلكترونية
يتعين أن نخص بالذكر، في هذا المجال، التجارة الالكترونية التي أصبح يحكمها التخصص التقني (التجارة الإلكترونية باستخدام XML). ويتولى مركز الأمم المتحدة لتيسير التجارة والأعمال الالكترونية مهمة تنمية وإقرار والحفاظ على محتويات الأعمال بحيث تكون دائمًا مطابقة لنظام EBMXL. وقد تبنت الصين نظام EBMXL كمقياس قومي للتجارة الالكترونية. وبخلاف الولايات المتحدة الأمريكية التي تقوم بإدارة سجلات البيانات الوصفية للوظائف السيادية (انظر مقالة سجلات البيانات الوصفية للولايات المتحدة) لا يحتفظ الاتحاد الأوروبي بسجلات البيانات الوصفية خارج نطاق الوكالة الأوروبية للبيئة (المرتبطة بالمشروع الأمريكي XHDR) وتمثل التجارة الإلكترونية باستخدام XML المقياس الوحيد الذي يحدد الإطار الأوروبي للتوافقية في مجال تكنولوجيا المعلومات. إلا أن هناك مقياس آخر للتوافقية وهو (Dublin Core) الذي يعد بمثابة مرجعية لسجلات البيانات الوصفية الحكومية (أوالمعلومات السيادية). ويتطلب أي تطبيق للبيانات الوصفية باستخدام نظام ((Dublin Core وضع قواعد لإدارة تسجيل البيانات بواسطة السلطات (مثل نظام (iso111، إلا أن هذا لا يتحقق دائمًا.

## نتائج العولمة الاقتصادية
يشمل تقييم نتائج العولمة الاقتصادية عدة جوانب شديدة التناقص وفقا لثراء الدولة المعنية. 	
فقد سمحت العولمة الاقتصادية، في الواقع، للعديد من البلاد بفتح حدودها وإتاحة التجارة الدولية.

## العولمة الاقتصادية والبيئة
في عام 1993، وفي إطار النقاش الدائر حول (اتفاقية التجارة الحرة لأمريكا الشمالية) النافتا، حاول كل من جروسمان وجروجر وصف آثار العولمة الاقتصادية على البيئة. وتمكن هذان الاقتصاديين من تحديد ثلاثة آثار رئيسة لتدويل التبادل التجاري:
•	أثر التكوين، وهو مرتبط بتخصص الدولة، ويتيح، وفقا لرؤيتهما، استخدام أفضل للموارد الطبيعية، أي الاستخدام الذي يجب أن يكون صالحًا للبيئة. •	الأثر الثاني، ويطلق عليه تأثير الحجم، ويرتبط بزيادة الإنتاج والذي ينبثق من التجارة الدولية وفقًا لنظرية التجارة الحرة. وهو بالتالي ضار بالبيئة لكونه أحد آثار النمو الاقتصادي.
•	وهناك، وفقا لما ذكره هذان الاقتصاديان، أثر تقني آخر يتوازن مع هذا الضرر اللاحق بالبيئة وهو: أن تحرير التجارة يتيح نقل التكنولوجيا التي تتوافق مع البيئة، وكذلك زيادة دخل السكان الذين سيصبحون حينئذ أكثر صرامة فيما يتعلق بالأمور البيئية. إلا أن هناك اقتصاديين آخرين يرون أن نقل التكنولوجيا يتوافق مع إجراء إحلال لرأس المال الطبيعى برأس المال المعرفي (الذي يتسم بالاستدامة الضعيفة).

## الدول الغنية
للعولمة الاقتصادية، بالنسبة للدول الغنية، فائدتان أساسيتان. الأولى تعود على المستهلك الذي لديه شريحة عريضة من السلع (المتنوعة) بسعر أقل مما لو كانت السلعة مصنعة في بلده.
ومن حيث الكم، لهذا الأثر نتائج هائلة، ولكن يمكن ان نلمسه بجمع المكاسب التي يحققها المستهلكون عند شراء منتجات المنسوجات الصينية. أما الفائدة الثانية، فتعود على أصحاب رؤوس الأموال الذين سيحصلون على عائد أفضل من رؤوس أموالهم. وفي المقابل، تعاني الدول الغنية من نقل مصانعها ذات العمالة الكثيفة وغير المؤهلة، فضلًا عن المنافسة المتزايدة بين البلاد الغنية وبعضها.
هذه السلبيات، على الرغم من أنها قليلة الأهمية من حيث الكم، إلا أنها تثير مشاكل لكونها سلبيات نوعية تمس بصفة خاصة بعض الأفراد أو الأقاليم، بينما توزع المكاسب على مجموع السكان.
وقد توصلت جميع دراسات الكم في الاقتصاد القياسي التي تسعى لتقييم هذين الجانبين إلى النتيجة التالية: وهي أن مكاسب الدول الغنية الناتجة عن التقسيم الدولي للعمل تفوق خسائر (نقل المصانع أو توقف التصنيع) ولكن بقيم أسية عديدة.
وربما تكون مشكلة الدول الغنية في مواجهة العولمة الاقتصادية هي قبل أي شيء، مشكلة توزيع الأرباح بهدف التمكن من تعويض الخاسرين بمنحهم حصة من المكاسب تتناسب مع خسائرهم.
وفضلًا عن ذلك، تحث العولمة الاقتصادية الدول الغنية على التنافس فيما يتعلق بالتنظيم والحماية الاجتماعية والضرائب والتعليم. إلا أنه لا يمكن في الوقت الحالى معرفة نتائج هذه المنافسة. فبالنسبة للبعض، تؤدي العولمة الاقتصادية إلى تقديم أقل العطاءات في جميع المجالات، وبالنسبة للبعض الآخر، فهي تبرز أوجه القصور في نماذج اجتماعية مختلفة (انظر مقال بعنوان: الإغراق الاجتماعي).

## الدول الصناعية الجديدة
حتى ظهور الأزمة الأسيوية، كانت الدول الصناعية الجديدة تبدو الرابح الأكبر من نظام العولمة الاقتصادية. فقد وجدت لديها أيدي عاملة مؤهلة ذات تكلفة منخفضة، مما جعلها تستفيد من الاستثمارات الهائلة التي تدفقت عليها، وأتاح لها بناء اقتصاد حديث وامتلاك نظام تدريب صلب والابتعاد عن دائرة الفقر. إلا أن الأزمة الأسيوية، أظهرت مدى اتساع تبعية هذه الدول لأسواق مالية سريعة الربحية تتسم بحماسة المضاربة، تمامًا كما لو كانت في حالة هلع. وبالتالي، كانت حصيلة العولمة الاقتصادية لتلك الدول شديدة التناقض، من جهة، مع دول مثل كوريا وتايوان، المصنفة دولًا غنية، ومن جهة أخرى، مع دول مثل تايلاند والفلبين التي تواجه صعوبات في التأقلم مع نظام تذبذب الاستثمارات، ومع مجموعة ثالثة من الدول، (البرازيل، والمكسيك، والصين) استطاعت تحقيق فائدة كبيرة من نظام العولمة الاقتصادية، على مستوى الدولة، ولكن مع توزيع غير عادل للربح.

## الدول الفقيرة
على الصعيد الاقتصادي، تظل الدول الأكثر فقرًا بعيدة تمامًا عن نطاق عملية العولمة. فمن بين متطلبات مسودة (إجماع واشنطن) أن تكون المؤسسات مستقرة وأن يكون مستوى التنمية البشرية ملائمًا (مثل الصحة، والتعليم)، وهذا لا يتوافر في أغلب تلك الدول. كما أن الموارد الاقتصادية الأساسية كالزراعة لا تزال خاضعة للاستراتيجيات الحمائية للدول الغنية فيماعدا المحاصيل الخاصة بالدول الفقيرة.